# Ашпан
Ашпан — село в Ужурском районе Красноярского края России. Входит в состав Локшинского сельсовета.

## География
Село находится на расстоянии 35 км к западу от города Ужур, административного центра района.

## История
Основано в 1924 году. До 1995 года село являлось административным центром Ашпанского сельсовета.

## Население
| 2010 |
| ---- |
| 298  |